# Женска фудбалска репрезентација Аргентине
Женска фудбалска репрезентација Аргентине (шп. Selección femenina de fútbol de Argentina је женски фудбалски тим који представља Аргентину на међународним такмичењима и такмичи се у Конфедерацији фудбалских савеза Јужне Америке (Конмебол). Женска репрезентација је позната по надимку „La Albiceleste (Бело и небеско-плаве)“.
Женски фудбал у Аргентини остаје углавном у сенци мушкараца у погледу развоја игре и подршке навијача, у женским спортовима у Аргентини, хокеј на трави и одбојка су такође популарнији. Скоро сви њени чланови су били аматери све до 1991. године када је основан Кампеонато де футбол феменино (Campeonato de Fútbol Femenino) како би се повећала популарност фудбала међу женама у Аргентини.
Фудбалско ривалство Аргентина-Бразил у женском фудбалу се не може поредити са мушким с обзиром на велике разлике између обе земље, Бразил има јасну предност у међусобним мечевима и већ дуги низ година је домаћин конкурентске професионалне женске лиге, док ју је Аргентина недавно увела 2019. године. Ипак, Аргентина прати Бразил на табели Конмебол.

## Историја
Свој први меч репрезентација је одиграла против Чилеа 3. децембра 1993, утакмица је завршена поразом од 3 : 2. Две године касније, Аргентина је остварила највећу победу над Боливијом, победивши са 12 : 0 у утакмици Јужноамеричког првенства за жене у фудбалу 1995. одиграној на стадиону Парке до Сабија. Аргентина је стигла до финала тог турнира, изгубивши од Бразила 2 : 0.
Тим је стигао до финала Јужноамеричког првенства за жене у фудбалу 1998. године, поново изгубивши од Бразила, овог пута резултатом 7 : 1 у Мар дел Плати. У полуфиналу су победили Перу на пенале резултатом 4 : 3, у регуларном делу и после продужетака резултат је био 1 : 1.
На Панамеричким играма 2003. тим је стигао до полуфинала, где је Бразил победио са 2 : 1 у тесном мечу. У мечу за бронзану медаљу Аргентина је изгубила од Мексика резултатом 4 : 1 и завршила на четвртом месту. Упркос недостатку улагања и интересовања, женска репрезентација је своје прво Светско првенство играла 2003. Извучене су у групи са Јапаном, Канадом и Немачком. Аргентина је изгубила сва три меча и само једном постигла гол.
Након свог дебија на Светском првенству, тим је остао непоражен у 14 мечева од 2005. до 2007. године, укључујући и Куп Јужне Америке 2006, где су победили Бразил у финалу са 2 : 0 и постали шампиони. Њихов низ се завршио када су изгубили пријатељски меч са Кином са 1 : 0 у јуну 2007. Три дана касније у узвратној утакмици је победила Кину истим резултатом. Пошто је тим освојио Куп Јужне Америке, била су велика очекивања за Светско првенство 2007. које се игра у Кини. Међутим, екипа је поново изгубила све мечеве, укључујући и рекордни пораз од Немачке резултатом 0 : 11.
Са титулом Јужноамеричког купа 2006, тим се квалификовао за Летње олимпијске игре 2008, њихов деби на Олимпијским играма. Аргентина је завршила на последњем месту без бодова и само једним постигнутим голом, иако је примљено мање голова него на Светском првенству претходне године.
Тим се вратио да игра на Јужноамеричким играма 2014. са новим тренером Луисом Никозијом, изгубивши у првом мечу од Чилеа 1 : 0, али је победио Боливију 4 : 0 и пласирао се у полуфинале, где је победио ривала Бразил, на пенале после нерешеног резултата 0 : 0. У финалу су освојили златну медаљу победом од 2 : 1 против Чилеа, што је значило да су освојили свој први турнир од Купа Јужне Америке 2006.
На Копа Америка Феменина 2014, тим је завршио на другом месту у својој групи, иза Бразила, са три победе и једним поразом, и квалификовао се за завршну фазу. Два најбоља тима у финалној фази квалификовала су се за Светско првенство за жене 2015. и Летње олимпијске игре 2016, а трећепласирани тим се квалификовао за плеј-оф Конкакаф-Конмебол за квалификације за Светско првенство. Аргентина је завршила на последњем месту у финалној фази и пропустила Светско првенство и Олимпијске игре.
Током 2016. године тим „ефективно“ није постојао.
У 2018, Аргентина је завршила на трећем месту на Копа Америка, што их је квалификовало за плеј-оф Конкакаф-Конмебол. Аргентина је у новембру 2018. победила четвртопласирану на првенству Конкакаф, Панаму, у двомечу плеј-офа за пласман на Светско првенство у фудбалу за жене 2019. У дебију тима, успеле ремизирале су 0 : 0 против Јапана, бившег шампиона ФИФА Светског првенства за жене 2011, и стекле свој први бод на било ком Светском првенству за жене. Следећи меч је био тесан пораз од Енглеске резултатом 1 : 0, а затим реми 3 : 3 са Шкотском, након што су губили резултатом 3 : 0 25 минута пре краја. Иако се Аргентина није квалификовала у нокаут фазу, оставили су добар утисак са два ремија и једним поразом, чиме је турнир завршила на трећем месту у групи.

## Достигнућа
Шампион    Другопласирани    Треће место    Четврто место  

### Светско првенство за жене
| Светско првенство у фудбалу за жене резултати | Светско првенство у фудбалу за жене резултати | Светско првенство у фудбалу за жене резултати | Светско првенство у фудбалу за жене резултати | Светско првенство у фудбалу за жене резултати | Светско првенство у фудбалу за жене резултати | Светско првенство у фудбалу за жене резултати | Светско првенство у фудбалу за жене резултати |                       |
| Година                                        | Рез.                                          | Ута                                           | Поб                                           | Нер                                           | Изг                                           | ГД                                            | ГП                                            |                       |
| --------------------------------------------- | --------------------------------------------- | --------------------------------------------- | --------------------------------------------- | --------------------------------------------- | --------------------------------------------- | --------------------------------------------- | --------------------------------------------- | --------------------- |
| 1991.                                         | Није учествовала                              | Није учествовала                              | Није учествовала                              | Није учествовала                              | Није учествовала                              | Није учествовала                              | Није учествовала                              | Није учествовала      |
| 1995.                                         | Није се квалификовала                         | Није се квалификовала                         | Није се квалификовала                         | Није се квалификовала                         | Није се квалификовала                         | Није се квалификовала                         | Није се квалификовала                         | Није се квалификовала |
| 1999.                                         | Није се квалификовала                         | Није се квалификовала                         | Није се квалификовала                         | Није се квалификовала                         | Није се квалификовала                         | Није се квалификовала                         | Није се квалификовала                         | Није се квалификовала |
| 2003.                                         | Групна фаза                                   | 3                                             | 0                                             | 0                                             | 3                                             | 1                                             | 15                                            |                       |
| 2007.                                         | Групна фаза                                   | 3                                             | 0                                             | 0                                             | 3                                             | 1                                             | 18                                            |                       |
| 2011.                                         | Није се квалификовала                         | Није се квалификовала                         | Није се квалификовала                         | Није се квалификовала                         | Није се квалификовала                         | Није се квалификовала                         | Није се квалификовала                         | Није се квалификовала |
| 2015.                                         | Није се квалификовала                         | Није се квалификовала                         | Није се квалификовала                         | Није се квалификовала                         | Није се квалификовала                         | Није се квалификовала                         | Није се квалификовала                         | Није се квалификовала |
| 2019.                                         | Групна фаза                                   | 3                                             | 0                                             | 2                                             | 1                                             | 3                                             | 4                                             |                       |
| 2023.                                         | Није играно                                   | Није играно                                   | Није играно                                   | Није играно                                   | Није играно                                   | Није играно                                   | Није играно                                   | Није играно           |
| Укупно                                        | 3/8                                           | 9                                             | 0                                             | 2                                             | 7                                             | 5                                             | 37                                            |                       |

| Светско првенство у фудбалу за жене историја | Светско првенство у фудбалу за жене историја | Светско првенство у фудбалу за жене историја | Светско првенство у фудбалу за жене историја | Светско првенство у фудбалу за жене историја | Светско првенство у фудбалу за жене историја |
| Година                                       | Коло                                         | Датум                                        | Противник                                    | Резултат                                     | Стадион                                      |
| -------------------------------------------- | -------------------------------------------- | -------------------------------------------- | -------------------------------------------- | -------------------------------------------- | -------------------------------------------- |
| 2003.                                        | Групна фаза                                  | 20. септембар                                | Јапан                                        | Изг 0 : 6                                    | Стадион Хисторик кру, Коламбус               |
| 2003.                                        | Групна фаза                                  | 24. септембар                                | Канада                                       | Изг 0 : 3                                    | Стадион Хисторик кру, Коламбус               |
| 2003.                                        | Групна фаза                                  | 27. септембар                                | Немачка                                      | Изг 1 : 6                                    | Стадион РФК, Вашингтон                       |
| 2007.                                        | Групна фаза                                  | 10. септембар                                | Немачка                                      | Изг 0 : 11                                   | Стадион Хонкоу, Шангај                       |
| 2007.                                        | Групна фаза                                  | 14. септембар                                | Јапан                                        | Изг 0 : 1                                    | Стадион Хонкоу, Шангај                       |
| 2007.                                        | Групна фаза                                  | 17. септембар                                | Енглеска                                     | Изг 1 : 6                                    | Стадион Ченгду, Ченгду                       |
| 2019.                                        | Групна фаза                                  | 9. јун                                       | Јапан                                        | Нер 0 : 0                                    | Парк принчева, Париз                         |
| 2019.                                        | Групна фаза                                  | 14. јун                                      | Енглеска                                     | Изг 0 : 1                                    | Стадион Осеан, Авр                           |
| 2019.                                        | Групна фаза                                  | 19. јун                                      | Шкотска                                      | Нер 3 : 3                                    | Парк принчева, Париз                         |

### Олимпијске игре
| Олимпијске игре резултати | Олимпијске игре резултати | Олимпијске игре резултати | Олимпијске игре резултати | Олимпијске игре резултати | Олимпијске игре резултати | Олимпијске игре резултати | Олимпијске игре резултати |
| Година                    | Рез.                      | Ута                       | Поб                       | Нер                       | Изг                       | ГД                        | ГП                        |
| ------------------------- | ------------------------- | ------------------------- | ------------------------- | ------------------------- | ------------------------- | ------------------------- | ------------------------- |
| 1996.                     | Није се квалификовала     | Није се квалификовала     | Није се квалификовала     | Није се квалификовала     | Није се квалификовала     | Није се квалификовала     | Није се квалификовала     |
| 2000.                     | Није се квалификовала     | Није се квалификовала     | Није се квалификовала     | Није се квалификовала     | Није се квалификовала     | Није се квалификовала     | Није се квалификовала     |
| 2004.                     | Није се квалификовала     | Није се квалификовала     | Није се квалификовала     | Није се квалификовала     | Није се квалификовала     | Није се квалификовала     | Није се квалификовала     |
| 2008.                     | Групна фаза               | 3                         | 0                         | 0                         | 3                         | 1                         | 5                         |
| 2012.                     | Није се квалификовала     | Није се квалификовала     | Није се квалификовала     | Није се квалификовала     | Није се квалификовала     | Није се квалификовала     | Није се квалификовала     |
| 2016.                     | Није се квалификовала     | Није се квалификовала     | Није се квалификовала     | Није се квалификовала     | Није се квалификовала     | Није се квалификовала     | Није се квалификовала     |
| 2020.                     | Није се квалификовала     | Није се квалификовала     | Није се квалификовала     | Није се квалификовала     | Није се квалификовала     | Није се квалификовала     | Није се квалификовала     |
| Укупно                    | 1/7                       | 3                         | 0                         | 0                         | 3                         | 1                         | 5                         |

### Копа Америка у фудбалу за жене
| Копа Америка за жене рекорд | Копа Америка за жене рекорд | Копа Америка за жене рекорд | Копа Америка за жене рекорд | Копа Америка за жене рекорд | Копа Америка за жене рекорд | Копа Америка за жене рекорд | Копа Америка за жене рекорд |                  |
| Година                      | Рез.                        | Ута                         | Поб                         | Нер                         | Изг                         | ГД                          | ГП                          |                  |
| --------------------------- | --------------------------- | --------------------------- | --------------------------- | --------------------------- | --------------------------- | --------------------------- | --------------------------- | ---------------- |
| 1991.                       | Није учествовала            | Није учествовала            | Није учествовала            | Није учествовала            | Није учествовала            | Није учествовала            | Није учествовала            | Није учествовала |
| 1995.                       | Другопласирани              | 5                           | 3                           | 0                           | 2                           | 18                          | 11                          |                  |
| 1998.                       | Другопласирани              | 6                           | 4                           | 1                           | 1                           | 18                          | 9                           |                  |
| 2003.                       | Другопласирани              | 5                           | 3                           | 1                           | 1                           | 17                          | 6                           |                  |
| 2006.                       | Шампион                     | 7                           | 6                           | 1                           | 0                           | 21                          | 1                           |                  |
| 2010.                       | Четврто место               | 7                           | 3                           | 1                           | 3                           | 7                           | 7                           |                  |
| 2014.                       | Четврто место               | 7                           | 3                           | 1                           | 3                           | 11                          | 10                          |                  |
| 2018.                       | Треће место                 | 7                           | 4                           | 0                           | 3                           | 15                          | 14                          |                  |
| Укупно                      | 7/8                         | 44                          | 26                          | 5                           | 13                          | 107                         | 58                          |                  |

### Панамеричке игре
| Панамеричке игре резултати | Панамеричке игре резултати | Панамеричке игре резултати | Панамеричке игре резултати | Панамеричке игре резултати | Панамеричке игре резултати | Панамеричке игре резултати | Панамеричке игре резултати |
| Година                     | Рез.                       | Ута                        | Поб                        | Нер                        | Изг                        | ГД                         | ГП                         |
| -------------------------- | -------------------------- | -------------------------- | -------------------------- | -------------------------- | -------------------------- | -------------------------- | -------------------------- |
| 1999.                      | Није се квалификовала      | Није се квалификовала      | Није се квалификовала      | Није се квалификовала      | Није се квалификовала      | Није се квалификовала      | Није се квалификовала      |
| 2003.                      | Четврто место              | 4                          | 1                          | 0                          | 3                          | 7                          | 11                         |
| 2007.                      | Групна фаза                | 4                          | 3                          | 0                          | 1                          | 8                          | 5                          |
| 2011.                      | Групна фаза                | 3                          | 0                          | 1                          | 2                          | 3                          | 6                          |
| 2015.                      | Групна фаза                | 3                          | 0                          | 1                          | 2                          | 3                          | 7                          |
| 2019.                      | Другопласирани             | 5                          | 3                          | 2                          | 0                          | 8                          | 1                          |
| Укупно                     | 6/6                        | 19                         | 7                          | 4                          | 8                          | 29                         | 30                         |